# Lenka (Álbum de Lenka)
Lenka es el álbum debut como solista de la cantante australiana Lenka lanzado el 23 de septiembre de 2008, luego de haber formado parte del grupo Decoder Ring.
Este álbum tiene 3 únicos sencillos: The Show, Trouble Is a Friend y We Will Not Grow Old; siendo el primero el más reconocido.
Tres de las canciones del álbum fueron totalmente escritas por ella, mientras que el resto fue en conjunto con otros compositores.

## Lista de canciones
Edición internacional

| N.º | Título                   | Escritor(es)                    | Duración |  |
| 1.  | «The Show»               | Lenka Jason Reeves              | 3:56     |  |
| 2.  | «Bring Me Down»          | Stuart Brawley Lenka            | 3:29     |  |
| 3.  | «Skipalong»              | Michael Kevin Farrell Lenka     | 3:53     |  |
| 4.  | «Don't Let Me Fall»      | Lenka Thomas Salter             | 2:51     |  |
| 5.  | «Anything I'm Not»       | Lenka                           | 3:18     |  |
| 6.  | «Knock Knock»            | Kevin Griffin Lenka             | 3:41     |  |
| 7.  | «Dangerous and Sweet»    | Daniel Burns Lenka Billy Mohler | 3:32     |  |
| 8.  | «Trouble Is a Friend»    | Lenka Salter                    | 3:36     |  |
| 9.  | «Live Like You're Dying» | Lenka                           | 3:49     |  |
| 10. | «Like a Song»            | Lenka                           | 3:20     |  |
| 11. | «We Will Not Grow Old»   | Burns Lenka Mohler              | 3:18     |  |

Edición de lujo de iTunes

| N.º | Título            | Escritor(es)                  | Duración |  |
| 12. | «Force of Nature» | Lenka Wally Gagel Xandy Barry | 3:33     |  |

DVD extra de edición especial (Audio)

| N.º | Título                                    | Escritor(es)        | Duración |  |
| 1.  | «All My Bells Are Ringing»                |                     | 2:33     |  |
| 2.  | «Trouble Is a Friend (RAC Maury Remix)»   | Lenka Salter        | 4:01     |  |
| 3.  | «Don't Let Me Fall (The Glass Rem Remix)» | Lenka Thomas Salter | 3:17     |  |

DVD extra de edición especial (Video)

| N.º | Título                                   | Escritor(es) | Duración |  |
| 1.  | «The Show (nueva versión)»               |              | 3:56     |  |
| 2.  | «The Show (versión original)»            |              | 3:54     |  |
| 3.  | «Trouble Is a Friend (versión original)» |              | 3:36     |  |
| 4.  | «Don't Let Me Fall (en Woodstock)»       |              | 2:58     |  |
| 5.  | «Lenka in Montreal Working on the Album» |              | 1:41     |  |